# Eisenbahnunfall von Kiesen
Beim Eisenbahnunfall von Kiesen am 23. September 1941 stiess bei Kiesen, Kanton Bern, Schweiz, ein Schnellzug mit hoher Geschwindigkeit mit einem Personenzug zusammen, der wegen einer Baustelle die Weiterfahrt abwarten musste. 11 Menschen starben.

## Unfallhergang

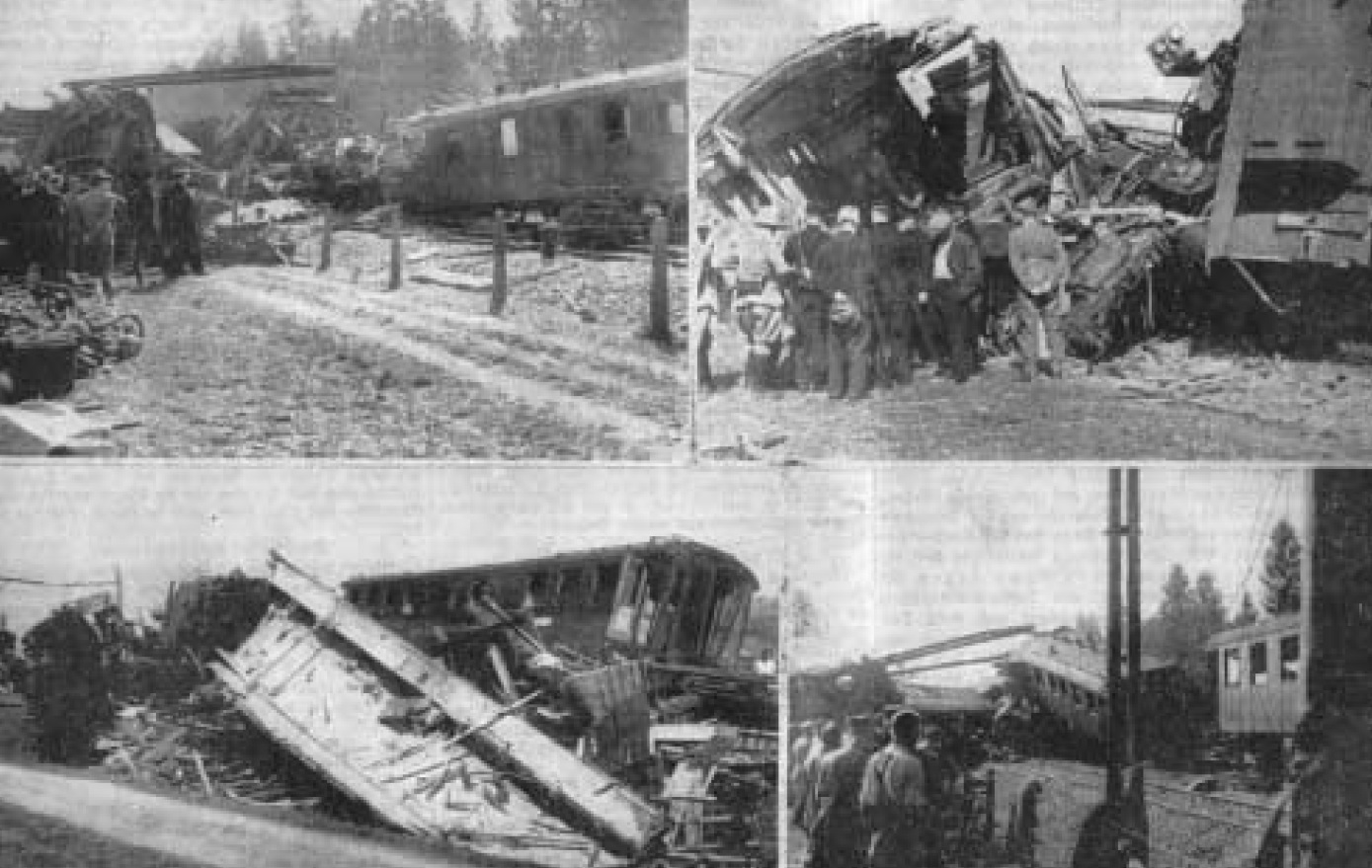
Unfallplatz bei Kiesen am 23. September 1941

Der von Thun kommende Schnellzug 307 hatte in Kiesen die Ankunft eines Personenzuges aus Bern abzuwarten, weil der Abschnitt Kiesen–Wichtrach der Strecke Bern–Thun wegen Gleisarbeiten nur einspurig befahrbar war. Durch ein Missverständnis wurde dem Schnellzug freie Fahrt gestattet, so dass er mit einer Geschwindigkeit von 80 bis 90 km/h mit dem vor dem Einfahrsignal in Kiesen wartenden Personenzug zusammenstiess. Der dichte Nebel verhinderte, dass der Lokomotivführer des Schnellzugs den wartenden Personenzug erkennen und eine Bremsung einleiten konnte. Durch die Wucht des Aufpralls wurden die Schnellzugslokomotive Ae 3/6 I 10704, der Triebwagen CFe 4/5 786 der BLS, mehrere Personenwagen, ein Gepäckwagen und ein Postwagen stark beschädigt oder zum Teil völlig zertrümmert. Elf Menschen verloren bei diesem Zugsunglück ihr Leben, 14 Personen wurden verletzt, davon einige schwer. Unter den Toten befanden sich auch einige mit Stopfen beschäftigte Arbeiter, die durch umstürzende Wagen erdrückt wurden.

## Folgen
Auf dem Unfallplatz bot sich auf ungefähr 200 Metern ein wirres Chaos. Die Lokomotive des Schnellzuges zerstörte den Holzkasten des Triebwagens praktisch vollständig. Das Dach der Lokomotive wurde 15 Meter weit fortgeschleudert. Der Lokomotivführer wollte offenbar abspringen, kam aber unter den nachfolgenden Zweitklasswagen zu liegen und wurde erdrückt. Der Postwagen drang bis zur Hälfte in den Erst-/Zweitklasswagen ein, wobei vom Postwagen nur noch das Dach übrigblieb. Von einem Wagen des Personenzuges waren nur noch der Boden und zwei Räder zu erkennen. Das Bahngeleise war auf eine Länge von 20 Metern herausgerissen.
Die Rettungskräfte wurden durch eine grössere Militäreinheit mit Lastwagen unterstützt. Die Verletzten wurden in die umliegenden Spitäler Thun, Oberdiessbach und Münsingen gebracht. Rasch war ein Hilfswagen der SBB zur Stelle, damit unmittelbar mit den Aufräumarbeiten begonnen werden konnte.
Die beiden am Unfall beteiligten Triebfahrzeuge, die Ae 3/6 I der SBB und der BLS-Triebwagen, wurden nach dem Unfall wieder aufgebaut. Der Triebwagen mit der neuen Bezeichnung Fe 4/5 erhielt einen Wagenkasten in Stahlausführung, wobei auf die Personenabteile zugunsten eines grossen Gepäckabteils verzichtet wurde.

## Unfallursache
Die Untersuchungen ergaben, dass der Stationsbeamte in Kiesen, der für den vorübergehend angeordneten Einspurbetrieb als Verstärkung der Station Kiesen zugeteilt worden war, die Vorschriften über die Kreuzungsverlegung nicht beachtet hatte. Der um 8.50 Uhr in Wichtrach abgefahrene Personenzug hatte Verspätung und musste in Kiesen vor dem geschlossenen Einfahrsignal anhalten. Der verantwortliche Beamte war im Glauben, dass der Personenzug noch in Wichtrach sei und dass er die Zugskreuzung telefonisch von Kiesen nach Wichtrach verlegt habe. Deshalb öffnete er für den herannahenden Schnellzug das Ausfahrsignal nach Wichtrach.